# Taj Mahal
Taj Mahal (čit. Tādž Mahal; hindski: ताज महल, urdski i perzijski: تاج محل) jest arhitektonski spomenik u Agri, gradu u indijskoj saveznoj državi Uttar Pradesh koji je izgradio mogulski vladar Džahan-šah kao spomen za svoju rano preminulu ženu Perzijanku Mumtaz Mahal.
Taj Mahal smatra se vrhunskim ostvarenjem mogulske arhitekture, stila koji kombinira elemente perzijskih, indijskih i islamskih arhitektonskih stilova. Godine 1983. Taj Mahal postao je UNESCO-ov spomenik Svjetske baštine opisan kao „dragulj islamske umjetnosti u Indiji i jedan od univerzalno priznatih remek-djela svjetskog nasljeđa”.
Iako je bijela kupola mramornog mauzoleja najpoznatija arhitektonska komponenta, Taj Mahal zapravo je integrirani kompleks struktura. Gradnja je počela oko 1632. i završena 1653. godine, a uključivala je tisuće umjetnika i radnika. Iranski arhitekt Ustad Ahmad Lahauri smatra se glavnim projektantom Taj Mahala.

## Korijeni i inspiracija
Godine 1631. Džahan-šah, vladar Mogulskog carstva u doba najvećeg uspona, bio je shrvan nakon što je njegova treća žena Mumtaz Mahal preminula prilikom porođaja njihovog četrnaestog djeteta, Gauhara Beguma. Neposredno prije smrti, Mumtaz Mahal zamolila je Džahan-šaha da joj izgradi mauzolej kakav svijet dotad još nije vidio. Džahan-šah je obećao ispuniti njenu posljednju želju pa je gradnja počela 1632., godinu dana poslije njene smrti. Kronike Džahan-šahove boli opisuju ljubavnu priču koja je prema tradiciji bila inspiracija za zdanje Taj Mahala. Planovi su rađeni neposredno nakon njene smrti, glavni mauzolej završen je 1648. godine, dok su ostale zgrade i vrtovi dovršeni pet godina poslije. Vladar Džahan-šah osobno je opisao Taj Mahal ovim riječima:
| »          | Treba li krivnja tražiti utočište ovdje, Kao isprika, postaje čista od grijeha. Treba li grešnik poći do ovog zdanja, Njegovi grijesi bit će zaboravljeni. Prizor ovog zdanja stvara prizore tuge; I sunce i mjesec suze lijevaju iz očiju. Na ovom svijetu ovo zadnje je građeno; Da time pokaže slavu svoga stvaralaca. | « |
| Džahan-šah | |   |

Taj Mahal obuhvaća i proširuje graditeljske tradicije perzijske i rane mogulske arhitekture. Karakteristična inspiracija dolazi od uspješnih timuridskih i mogulskih građevina poput Timurove grobnice (praoca mogulske dinastije) u Samarkandu, Humadžunove grobnice, grobnice Itmad Ud Daulaha (poznatu kao Baby Taj), te Džahan-šahove džamije Saborne džamije u Agri. Dok su rane mogulske zgrade uglavnom građene od crvenog pješčenjaka, Džahan-šah promicao je korištenje bijelog mramora s umetnutnim dragim kamenjem što je za vrijeme njegove vladavine postala nova razina istančanosti.

## Lokacija
Taj Mahal nalazi se južno od gradskih zidina grada Agre. Babur, osnivač mugalske dinastije, dao je izgraditi prve mogulske vrtove Ram Bagh u Agri 1523. godine. Nakon toga, vrtovi su postali važan mogulski simbol moći koji je smijenio pre-mouglske simbole poput tvrđava. Pomak se može objasniti pojavom novih estetskih redova poput umjetničkih izraza koji kombiniraju vjerske elemente sa strogim geometrijskim redom, koji su bili metafora za sposobnost Baburove kontrole nad sušnim indijskim ravnicama. Babur je odbacio većinu stilova korištenih u doba dinastije Lodhi i pokušao je stvoriti novi umjetnički stil inspiriran perzijskim vrtovima i kraljevskim taborima. Ram Bagh bio je opsežan i složen kompleks vrtova i palača koji su se protezali više od kilometra uz obalu rijeke. Visoko i dugačko kameno podnožje omeđeno prijelazom između vrtova i rijeke postalo je okosnicom za budući razvoj grada Agre.
U sljedećem stoljeću, koncept uspješnog vrtnog grada uz rijeku razvio se na objema stranama rijeke Jamune. Kasniji mogulski carevi izgradili su obje obale rijeke što uključuje rekonstrukciju utvrde Agre, koja je dovršena 1573. godine. Kada je Džahan-šah zasjeo na prijestolje stanovništvo Agre imalo je otprilike 700.000 ljudi, a grad je bio veliki trgovački centar zbog prometne rijeke i cesta, pun umjetnika, učenjaka i duhovnjaka.
Agra je postala grad s rijekom kao dominantom i razvijala se dijelom istočno no uglavnom prema zapadnoj strani Jamune gdje su se uz nasipe redali bogati posjedi. Glavna zdanja u gradu orijentirana su prema rijeci i Taj Mahal prati taj urbanistički kontekst, čiji se kompleks nalazi s obje strane rijeke.
Džahan-šah otkupio je parcelu za Taj Mahal od Maharadže Džai Singa koji je pristao ustupiti mu zemlju u zamjenu za veliku palaču u središtu grada Agre.

## Gradnja

### Građevinska organizacija
Gradnja je započeta sa zemljanim radovima na površini od oko tri jutra zemlje (12.000 m2), koji su uključivali nasipanje terena i ravnanje površine na 50 metara iznad riječne obale. Na području mauzoleja teren je nasut kamenjem i šljunkom, kao i područje prilaza grobnicama. Umjesto uporabe skela od bambusa, graditelji su konsturirali goleme skele od peke koje su bile toliko goleme da su nadzornici procijenjivali kako će im trebati godine da ih razmontiraju. Prema jednoj od priča, Džahan-šah je izdao nalog kojim se dozvoljava slobodno uzimanje opeka s goleme skele, pa su ih okolni seljaci pograbili preko noći. Rampa od nabijene zemlje dužine 15 km izgrađena je za transport mramora i drugih materijala. Grupe od 20-30 volova vukli su kamene blokove na posebno dizajniranim vagonima. Blokovi su na svoja mjesta podizani razvijenim sustavom kolotura. Voda je do gradilišta crpljena pomoću složenih sustava kanala i vodospremnika koje su punili korištenjem životinjske snage.
Gradnja podnožja i grobnice trajala je oko 12 godina. Ostatak kompleksa građen je još 10 godina i završen je ovim redoslijedom; minareti, džamija, džavab i Velika vrata. Budući da je kompleks građen u etapama, postoji neusklađenost oko datuma svršetka gradnje. Npr. mauzolej je sam završen 1643. godine, no rad na ostatku cjeline je nastavljen i trajao je još desetak godina. Procijene troškova izgradnje Taj Mahala variraju ovisno o izvorima i načinima računanja. Ukupna cijena izgradnje procijenjuje se na oko 32 milijuna rupea u to doba, što preračunato u današnje dolare iznosi nevjerojatnih nekoliko bilijuna (1012) dolara.
Građevinski materijal nabavljan je u većem dijelu Indije i Azije. Preko 1000 slonova korišteno je za transport građevinskog materijala u vrijeme izgradnje. Blistavi bijeli mramor stizao je iz Radžastana, jaspis iz Punjaba, žad i kristal iz Kine. Tirkiz je iz Tibeta, lapis lazuli iz Afganistana, safiri iz Šri Lanke, te karneol iz Arabije. Sveukupno je 28 različitih dragih i poludragih kamenja umetnuto u bijeli mramor.
Radna snaga od 20.000 ljudi angažirana je iz cijele sjeverne Indije. Kipari su dolazili iz Buhare, kaligrafi iz Sirije i Irana, zidari iz južne Indije, kamenoresci iz Beludžistana, stručnjaci za izradu tornjeva, ostali koji su obrađivali mramorne ukrase u grupama od 37 ljudi.

### Projektanti i graditelji
Povijest o glavnim projektantima Taj Mahala je nejasna, jer su se u islamskom svijetu tog doba zasluge pripisivale uglavnom mecenama, a ne arhitektima. Prema suvremenim izvorima poznato je da je za gradnju i nadzor bio zadužen široki tim arhitekata. Izvori spominju kako je sam Džahan-šah osobno sudjelovao u izgradnji više nego bilo koji mogulski vladar prije njega, te da je održavao dnevne sastanke s arhitektima i nadzornicima. Kroničar Lahouri spominje kako je Džahan-šah „nerijetko davao ili mijenjao ideje koje su predlagali arhitekti i da je postavljao kompetentna pitanja”. Dva arhitekta spomenuta su imenom; Ustad Ahmad Lahauri i Mir Abdul Karim. Ustad Ahmad Lahauri postavio je temelje Crvene tvrđave u Delhiju, dok je Mir Abdul Karim bio omiljeni arhitekt Džahan-šahovog prethodnika Džahangira, a spominje se kao nadzornik kao i Makramat Han prilikom izgradnje Taj Mahala. 
Poznati graditelji Taj Mahala su:
- Ustad Ahmad Lahauri iz Irana, glavni arhitekt.
- Mir Abdul Karim iz Širaza (Iran), jedan od glavnih nadzornika.
- Ismail Afandi (Ismail Han) iz Osmanskog carstva koji je konstruirao glavnu kupolu mauzoleja, smatra ga se najvećim graditeljem kupola tog doba.[20]
- Iranci Ustad Isa i Isa Muhamed Efendi školovani kod Koce Mimara Sinana Age iz Osmanskog carstva, smatra se da su imali ključnu ulogu u arhitektonskom dizajnu.[21][22]
- Puru iz Benarusa (Iran), nadzorni arhitekt.
- Gazim Han iz Lahorea, koji je izlio zlatni vršak za mauzolej.
- Chiranjilal, klesar iz Delhija, izabran za glavnog kipara i majstora za mozaike.
- Amanat Han iz Širaza (Iran), glavni kaligraf čije je ime zapisano na ulazu Taj Mahala.[23]
- Muhamed Hanif, glavni nadzornik za zidarstvo.
- Mukarimat Han iz Širaza (Iran), glavni voditelj financija i dnevne proizvodnje.

## Organiziranje proporcija
Kompleks Taj Mahal uređen je na ortogonalnom rasteru što je očito prema tlocrtu kompleksa. Ipak, tek 1989. su Begley i Desai pokušali prvo detaljnije istraživanje o tome kako su razni elementi kompleksa integrirani u koordinatnu mrežu. Brojni izvori iz 17. stoljeća opisuju dimenzije kompleksa u mogulskim mjernim jedinicama gaz ili zira, koji su ekvivelent otprilike 80 – 92 cm. Begley i Desai zaključili su kako je korišten raster od 400 gaza koji je dijeljen u grupe, te kako su brojna odstupanja rezultat grešaka u ondašnjim zapisima.
Novija istraživanja i mjerenja koja su proveli Koch i Richard André Barraud sugeriraju kako je korištena mnogo složenija metoda projektiranja od one opisane u starim zapisima. Dok su Begley i Desai koristili jednostavni fiksirani raster na kojeg se građevine položene, Koch i Barraud otkrili su kako su tlocrtne proporcije razumljivije ako se koriste generirani rasterski sustav prema kojem određene duljine mogu biti podijeljene metodama raspolavljanja, podijelom na tri, te korištenjem decimalnog sustava. Oni tvrde da je kompleks širine 374 gaza prema povijesnim izvorima točan i da je Taj Mahal planiran kao trodijelni pravokutnik od tri kvadrata sa stranicama od 374 gaza. Različite modularne podijele korištene su u proporcijama ostatka kompleksa. Modul od 17 gaza korišten je kod džilauhane, bazara i odmorišta, dok je modul od 23 gaza rabljen kod vrtova i područja terasa (širina im je 368 gaza što je dijeljivo s 23). Proporcije zgrada su projektirane u manjim rasterima koji su položeni u glavne organizacijske rastere. Manji rasteri korišteni su i za proporcije povišenja i spuštanja diljem kompleksa. Takav očito svojstven način mjerenja ima smisla kao dio mogulskog geometrijskog sustava. Geometrijski likovi oktagona i trokuta dominiraju većinom kompleksa.
| Element                                                                        | Metara            | Metara | Metara | Gaza              | Gaza   | Gaza    |
| Element                                                                        | duljina / promjer | širina | visina | duljina / promjer | širina | visina  |
| Cijeli kompleks                                                                | 896,1             | 300,84 |        | 1112,5            | 374    |         |
| Cijeli očuvani kompleks                                                        | 561,2             | 300,84 |        | 696               | 374    |         |
| Taj Ganji                                                                      | 334,9             | 300,84 |        | 416,5             | 374    |         |
| Džilauhana                                                                     | 165,1 – 165,23    | 123,51 |        | 204               | 153    |         |
| Velika vrata                                                                   | 41,2              | 34     | 23,07  | 51                | 42     | 28,5    |
| Čarbag vrtovi                                                                  | 296,31            | 296,31 |        | 368               | 368    |         |
| Terasa uz rijeku                                                               | 300               | 111,89 | 8,7    | 373               | 138    |         |
| Mauzolej                                                                       | 56,9              | 56,9   | 67,97  | 70                | 70     | 84      |
| Minaret                                                                        | 5,65              |        | 43,02  | 7                 |        | 53,5    |
| Džamija                                                                        | 56,6              | 23,38  | 20,3   | 70                | 29     | 25 – 29 |
| Sve dimenzije su od Kocha, str. 258. – 259.; pripisane Richardu André Barraudu |                   |        |        |                   |        |         |

## Arhitektura
Kompleks Taj Mahala može se podijeliti na pet dijelova:
1. Terasa uz obalu rijeke, koja uključuje mauzolej, džamiju i džavab.
2. Čarbag vrtovi koji sadrže paviljone.
3. Džilauhana, koji sadrži smještaj za posjetitelje grobnice i dvije pomoćne grobnice.
4. Taj Ganji, prvotno bazar i odmorište, danas postoje samo ostaci.
5. Vrt mjesečine, sjeverno od rijeke Jamune, koji sadrži velika vrata između džilauhane i vrta. Razina se postepeno spušta u terasama od Taj Ganjija do rijeke.

### Mauzolej (rauza munauvara)

#### Eksterijer
Glavni elemetni mauzoleja su:
1. Šiljak: visine je 10 metara i prvotno je izgrađen od zlata, no britanski kolonizatori su ga skinuli i rastalili, pa je zamijenjen replikom od bronce.[26]
2. Ukrasi lotusa: konture cvijeta lotusa urezane su pri vrhu kupole.
3. Lukovičasta kupola: tzv. amrud visine 75 m, karakteristična za islamsku arhitekturu, te kasnije za rusku.
4. Tambur: valjkasta baza kupole koja predstavlja prijelaz između kupole i baze.
5. Guldasta: dekorativne igle na rubovima zidova.
6. Ćhatri: uzvišeni paviljoni iznad balkona u obliku malih kupola.
7. Granice: nalaze se između pravokutnih panela i niša, ukrašene su krasopisima i geometrijskim oblicima.
8. Krasopis: Stilizirani stihovi Kurana na glavnom luku.
9. Niše: na sva četiri ugla nalazi se po šest niša raspoređenih u dvije etaže.
10. Paneli: ukrasni pravokutni elementi na glavnim zidovima koji ukružuju glavni portal (ivan).

Mauzolej je izgrađen prema strogom simetrijskom redu, nasuprot zamršenim detaljima. Žarište i dominanta Taj Mahal kompleksa je simetrična grobnica od bijelog mramora; građevina kvadratičnog tlocrta s nakošenim uglovima, koji sadrže zasvođene niše poznate kao ivane. Okrunjena je velikom kupolom dvostruke konstrukcije koja povećava njenu visinu i s nekoliko potpornja na kojima su ćhatri, uzvišeni paviljoni u obliku malih kupola. Tlocrt je gotovo savršeno simetričan oko četiri osovine i razmješten je u stilu 'hašt bihišt' kao kod Humadžunove grobnice. Zdanje sadržava četiri kata; u prizemlju se nalaze grobnice Džahan-šaha i Mumtaz, prilazni kat sadrži identične kenotafe njihovih grobnica s kata ispod u mnogo dotjeranijoj komori, te kat deambulatorija i krovne terase.
- baza, kupola i minaret
- vršak
- glavni ivan i bočne niše
- ugao s nišama

#### Interijer
Hijerarhijska dosljednost cijelog kompleksa doseže svoj vrhunac u glavnoj komori koja sadrži kenotafe Džahan-šaha i Mumtaz Mahal. Mumtazin kenotaf postavljen je na geometrijski centar zgrade, dok je Džahan-šah naknadno sahranjen od njene grobnice prema zapadu; raspored viđen kod drugih mogulskih grobnica ranijeg perioda kao što je Itmad Ud Daulah. Unutrašnjost je u potpunosti izgrađena od mramora, a kenotafi su ukrašeni dragim kamenjem poslaganim u koncentričnim oktogonima. Takvo oblikovanje karakteristično je za islamsku i indijsku kulturu kao važna duhovna i astrologijska tematika. Komora je obilna evokacija rajskog vrta i kao takva sadrži reprezentacije cvijeća, raslinja i arabeski, te krasopise thulutha i manje korištenog nash pisma.
Muslimanska tradicija zabranjuje ukrašavanje grobova, pa su tijela Džahan-šaha i Mumtaz položena u relativno običnu komoru koja se nalazi ispod sobe s kenotafima. Sahranjeni su na potezu sjever-jug, s glavama okrenutim prema desno (zapad) u smjeru Meke. Kupola Taja uzdiže se iznad njihovih kenotafa, koji su vjerna kopija pravih grobnica iz podruma ispod.
Mumtazin kenotaf dimenzija je 2,5 za 1,5 m i ukrašen je krasopisima koji veličaju njen lik. Džahan-šahov kenotaf je na zapadnoj strani i jedini je asimetrični element u cijelom kompleksu. Njegova grobnica veća je od ženine, no sastoji se od istih elemenata; većeg sarkofaga na nešto višoj bazi, također ukrašenog začuđujućom preciznošću s lapidarijumima i krasopisima. Na poklopcima obaju sarkofaga nalazi se skulptura malene kutije s pisaljkom koja je tradicionalna mogulska pogrebna ikona.
- luk džalija
- profinjeni detalji
- detalji umetaka
- detalji džalija

### Terasa uz rijeku (čameli Farš)
Osim mauzoleja, na terasi se nalaze džamija sa zapadne strane, te džavab s istočne strane koji je simetričan džamiji i vizualno služi kao arhitektonski balans, dok funkcijski služi kao gostinjska kuća. Terasa se stepenasto spušta do rijeke.

#### Podnožje i terasa
Na uglovima podnožja nalaze se minareti, četiri velika tornja visoka preko 40 m. Služe kao tradicionalni element džamije, odnosno kao mjesto s kojeg mujezin poziva muslimane na molitvu. Svaki od minareta je učinkovito podijeljen na tri jednaka dijela, postavljanjem dvaju balkona koji okružuju toranj. Na vrhovima nalazi se glavni balkon okrunjen s ćhatri, koji zrcale one na mauzoleju. Svi minareti malo su odmaknuti izvan rastera da u slučaju rušenja (čest događaj kod mnogih visokih građevina tog doba) materijal ne ošteti glavne zgrade.

#### Džamija i džavab
Na obje bočne strane mauzoleja nalaze se dvije gotovo identične zgrade, simetrične s obzirom na glavnu os kompleksa. Za razliku od bijelog mramornog mauzoleja, građene su od crvenog pješčenjaka. Zapadno je džamija, istočno je džavab što znači odgovor, jer građen je kao vizualni balans džamiji na simetričnoj strani, a korišten je kao gostinjska kuća za važne posjetitelje. Razlikuje se od džamije po tome što nema mihrab, odnosno nišu u zidu džamije koja predstavlja smjer Meke, te prema obliku katova koji su geometrijski oblikovani dok se etaža džamije sastoji od obrisa 569 sagova u crnom mramoru.
Temeljni dizajn trodijelne džamije sličan je drugim zdanjima izgrađenima za vrijeme Džahan-šaha, poput Masjid Jahan Nume u Delhiju, koja se sastoji od dugačke dvorane okrunjene trima kupolama. Mugalske džamije iz ovog perioda dijele hramsku dvoranu u tri dijela; glavno svetište s nešto manjim hramskim utočištima na obje strane. Kod Taj Mahala, nad svakim dijelom nalazi se velika kupola.

### Vrt (čarbag)
Veliki čarbag, glavni mugalski trg podijeljen na četiri dijela, predstavlja prednji plan za klasični pogled na mauzolej Taj Mahala. Strogo i precizno isprojektirani vrt sastoji se od staza koje dijele svaki kvartal stvarajući pritom 16 spuštenih manjih vrtova. Povišeni mramorni bazen nalazi se na središtu vrta, na polovici puta između grobnice i glavnih vrata, uz čiju os (sjever-jug) je postavljen reflektivni duguljasti bazen koji zrcali obrise mauzoleja Taj Mahala. Ostatak vrta ukrašen je drvoredima i fontanama. Vrt tj. čarbag inače simbolizira četiri rajske rijeke u Indiji. Mramorni bazen (hauz) naziva se i havd al-kavtar što znači "cisterna bogatstva" koja bi trebala utažiti žeđ Muhamedu prilikom njegova dolaska. Paviljoni se nalaze na istočnoj i zapadnoj strani poprečnih osi, i postavljeni su simetrično jedan drugome. Izgrađeni su od pješčenjaka u trodijelnom obliku na dvije etaže, a okrunjeni su kupolama koje stoje na osam stupova. Rani izvori navode kako se vrt sastojao od bujne vegetacije koja je uključivala ruže, narcise, te izobilje voćaka. Kada je Mogulsko Carstvo počelo opadati, njegovanje vrta također je opalo. Kada su Britanci preuzeli kontrolu nad Indijom, promijenili su krajobraz vrta prema engleskim stilovima londonskih travnjaka.

### Velika vrata (darvaza rauza)
Velika vrata nalaze se na sjevernom ulazu u dvorište pred zgradom (džilauhana) i omogućava prijelaz između bazara (tržnice) i odmorišta s duhovnim područjem na kojem se nalaze vrt, džamija i mauzolej. Pravokutnog su oblika, i projektirane su poput džamije unutar kompleksa. Na uglovima se nalaze oktogonalni tornjevi koji zgradi daju izgled obrambenog karaktera. Kupole su bile karakteristične isključivo za grobnice i džamije pa nisu korištene na Velikim vratima. Citati iz Kurana rapoređeni su na pažljivo odabrana mjesta. Glavni oblikovni element je veliki portal čiji je koncept privući posjetitelje i vjernike u rajski vrt kompleksa. Osim portala, nalazi se još nekoliko arkada s galerijama, koje su namijenjene skloništu siromašnih stanovnika od kišnih sezona. Galerije završavaju na transverzalno položenoj trodijelnoj dvorani.

### Dvorište (džilauhana)
Džilauhana, što doslovno znači ispred kuće, bila je vrst dvorišta koju je Džahan-šah uveo u mogulsku arhitekturu. Služilo je kao prostor gdje su posjetitelji mogli ostaviti svoje konje ili slonove prije ulaska u glavni prostor kompleksa. Pravokutni tlocrtni oblik podijeljen je na osi u smjeru sjever-jug i istok-zapad uz koje vode glavne ulice, na sjeveru se nalaze Velika vrata kao ulaz u glavni vrt ispred mauzoleja, dok se ulazna vrata u džilauhanu nalaze uz istočne, zapadne i južne zidine. Južna vrata vode do tržnice Taj Ganji. Dvije identične ceste od istoka i zapada vode do središta dvorišta. Uz te ulice protežu se kolonade verandi povezanih višelistnim lukovima iza kojih su se nalazile trgovačke sobe, koje su bile u funkciji od izgradnje Taj Mahala sve do 1996. godine. Porez ubran s tih tržnica služio je za održavanje cijelog kompleksa. Istočne ulice bazaara devastirane su krajem 19. stoljeća, no obnovio ih je Lord Curzon početkom 20. stoljeća. Dvije replike grobnica nalaze se na južnim uglovima dvorišta. Izgrađene su kao minijaturne kopije onih u glavnom kompleksu i nalaze se na povišenim platformama na koje se pristupa sa stepenica. Obje oktagonalne grobnice nalaze se na pravokutnim platformama koje omeđuju zgrade manjih dimenzija smještene čeono prema dvorištu. Do danas nije razjašnjeno tko je sahranjen u tim grobnicama, jer su bile nedovšene i da su u njima sahranjene žene. Među prvim dokumentima koji ih spominju su skice Thomasa i Williama Daniela iz 1789., prema kojima se u istočnoj grobnici nalazi Akbarabadi Mahal, a u zapadnoj Fatehpuri Mahal. Dva manja dvorišta nalaze se na sjevernoj strani (havaspuras), a služila su za boravak posjetiteljima mauzoleja i za vjernike. Rezidencijalni karakter tog dijela služio je kao prijelaz između cijelog kompleksa i ostatka svijeta. Prostor je do 18. stoljeća bio u ruševinama, no početkom 20. stoljeća dao ga je obnoviti britanski vicekralj Indije Lord Curzon poslije čega je istočno dvorište služilo kao prostor za održavanje hortikulture, a zapadno kao staja sve do 2003. godine.

### Bazar i odmorište (Taj Ganji)
Bazar (tržnica) i odmorište sagrađeni su kako sastavni dio kompleksa, prvotno da osiguraju smještaj radnicima, a kasnije kao mjesto za trgovinu i prostor koji nadopunjuje cjelinu. Područje je postalo maleni grad prilikom izgradnje Taj Mahala. Prvotno je bilo poznato od imenom Mumtazabad (Mumtazin grad), dok se danas naziva Taj Ganji ili Taj tržnicom. Tlocrt cijelog područja ima kvadratičan oblik podijeljen s dvije ortogonalne ulice s vratima na sva četiri ulaza. Bazari (tržnice) protežu se uz svaku ulicu, dok se na stvorenim trgovima nalaze odmorišta s unutarnjim dvorištima na koje se pristupa s unutrašnje strane gdje se ulice sijeku. Prema dostupnim izvorima, sjeverna i zapadna strana tržnice je mnogo bolje očuvana od ostatka na jugu što podrazumijeva da je taj dio dobivao mnogo više iz imperijalnog proračuna. Kvaliteta arhitekture tog dijela je također mnogo bolja od južne polovice.
Razlike između duhovnog i sekularnog dijela kompleksa najviše se očituju na području tržnice i odmorišta. Dok je duhovni dio kompleksa održavan u izvornom obliku nakon gradnje, Taj Ganji je postao frekventan grad i centar gospodarske aktivnosti u gradu Agri na čijim se tržnicama nalazila roba iz svih dijelova carstva i svijeta. Sjeverozapadni dio je bio poznat pod imenom Katra Omar Han (Tržnica Omara Hana), sjeveroistočni dio kao Katra Fulel (Tržnica parfema), jugozapadni dio kao Katra Rešam (Tržnica svile), a jugoistočni dio kao Katra Džogidas. Područje se konstantno obnavljalo nakon izgradnje da bi u 19. stoljeću postalo gotovo potpuno nepreoznatljivi dio originalne zamisli, a većina autohtone arhitekture je zagubljena ili nadograđena. Danas postoji potpuna oprečnost između elegantnog i geometrijski pravilnog rasporeda duhovnog dijela Taj Mahala i uskih, nepredvidljivih i nedefiniranih ulica Taj Ganjija, nastalih organskim razvojem urbanizma. Samo manji dijelovi od originalne arhitekture su sačuvani, poglavito ulazna vrata od ulica.

### Grobnice izvan zidina
Kompleks Taj Mahala utvrđen je zidovima od crvenog pješčenjaka s tri strane, dok je otvoren prema rijeci. Izvan tih zidina nalazi se nekoliko dodatnih mauzoleja koji uključuju grobnice za ostale žene Džahan-šaha, te veću grobnicu za omiljenu Mumtazinu sluškinju.

### Vodovod
Oskrba Taj Mahala vodom vrši se složenom infrastrukturom vodovoda koji obuhvaća veći dio cjeline. Crpljena je iz obližnje rijeke Jamuna i vođena do kompleksa nizom kanala koje su napajali sustavi pokretani životinjskom snagom. Voda se preko lučnih akvadukta slijevala u veliki spremnik koji je vodio do distribucijskih cisterni smještenih iznad razine kompleksa na zapadnoj strani zida. Od tuda voda prelazi do tri pomoćna spremnika iz kojih se crpila direktno u vrtove, bazene i fontane, što je tehnički omogućeno podizanjem spremnika na 9,5 m visine. Vodovodne cijevi promjera 0.25 m ukopan je 1,8 m ispod površine tla i prati os glavne štenice uz koju se protežu reflektivni bazeni. Neke podzemne vodovodne cijevi zamijenjene su 1903. godine novim cijevima od lijevanog željeza. Cijevi fontana nisu direktno spojene na grla već na bakrene ćupove koji su omogućavali ravnomjeran pritisak u svakoj fontani. Vodovodni sustav je vremenom propao, no sačuvani su pojedini dijelovi poput lukova akvadukta koji danas služe kao smještaj ureda Indijskog arheološkog zavoda za hortikulturu.

### Vrt mjesečine (mahtab bag)
Sjeverno od Taj Mahal kompleksa, preko rijeke Jamuna, nalazi se još jedan čarbag odnosno vrt. Projektiran je kao sastavni dio cjeline u stilu riječne rive karakteristične za Agru. Širina vrta je identična ostatku kompleksa na južnoj strani rijeke. Povjesničarka vrtova Elizabeth Moynihan tvrdi kako je veliki oktogonalni bazen na središtu terase služio kao reflektivno zrcalo za mauzolej, odnosno kako je cijeli vrt orijentiran prema tom dijelu kompleksa. Još od mugalskog vremena vrt je doživio brojne poplave zbog čega je devastiran veći dio područja. Četiri tornja od pješčenjaka označavala su granične uglove vrta, no sačuvan je samo onaj s jugoistočne strane. Ostaci temelja dviju zgrada nalaze se na sjevernom i južnom dijelu vrta, a pretpostavlja se da je riječ o vrtnim paviljonima. Na sjevernoj strani nalazila se stepenasta struktura vodopada koja se slijevala u bazen. Sjeverni dio vrta ima oblik tipičnog kvadrata s ortogonalnim osima uz koje se protežu dvije ulice, dok se na njihovom križanju nalazi središnji bazen. Vodovodni sustav napajan je pomoću akvadukta s zapadne strane.

## Povijest

### Mogulski period (1632. – 1858.)
Neposredno nakon svršteka gradnje Taj Mahala, Džahan-šaha je vlastiti sin Aurangzeb zatvorio u kućni pritvor na obližnjoj utvrdi Agri. Kada je Džahan-šah umro, Aurangzeb ga je sahranio uz sarkofag njegove žene. Kompleks je uredno i redovito održavan gotovo punih stotinu godina, a financirano je putem poreza s tržnica Taj Ganija te iz bogate kraljevske blagajne. Sredinom 18. stoljeća Perzijanci i Paštunci provaljuju u Indiju te pustoše mogulski glavni grad Delhi, pa Mogulsko Carstvo počinje znatno slabiti što se odrazilo i na održavanje Taj Mahala koje je također stagniralo, te je u idućih stotinu godina postalo gotovo potpuno zapušteno.

### Britanski period (1858. – 1947.)
U doba Indijske pobune 1857. Taj Mahal su opustošili britanski vojnici i časnici, koji su otrgnuli sve drago kamenje i lapis lazuli sa zidova mauzoleja. Postoje priče kako je britanski lord William Bentinck 1830-ih godina planirao srušiti Taj Mahal i prodati bijeli mramor. Potkraj 19. stoljeća britanski vicekralj u Indiji Lord Curzon naređuje opsežan plan restauracije Taj Mahala, koji je završen 1908. godine. Lord je odlučio postaviti i veliku lampu u unutrašnjost komore mauzoleja, koja je napravljena prema onoj iz kariske džamije. Također, u njegovo doba vrtovi su preoblikovani prema britanskom stilu, što se zadržalo do današnjeg dana. Godine 1942. u doba 2. svjetskog rata kolonijalna vlada je odlučila preko mauzoleja postaviti zaštitne skele zbog straha od mogućih napada njemačkog Luftwaffea te kasnije japanskog imperijalnog zrakoplovstva.

### Moderni period (1947. – danas)
Tijekom ratova između Indije i Pakistana 1965. i 1971. godine zaštitne skele oko mauzoleja i kupole su ponovo podignute i kamuflirane zbog zaštite od mogućih bombardiranja. Najveća prijetnja Taj Mahalu danas su zagađenje rijeke Jamuna i kisele kiše zbog blizine Mathura naftne rafinerije, koja je naknadno uklonjena odlukom indijskih vlasti. Onečišćenje zraka pretvaralo je Taj Mahal iz bijelog u žuto. Zbog sprečavanja tog zlokobnog procesa indijska vlada postavila je TTZ (Taj Trapeznu Zonu) površine 10.400 km2 oko područja Taj Mahala u kojoj postoje stroga ekološka pravila odnosno ograničenja za sve stvaraoce ispušnih plinova. Pristup automobilima zabranjen je u krugu od nekoliko stotina metara od Taj Mahal kompleksa. Godine 1983. Taj Mahal uvršten je na UNESCO-ov popis Svjetske baštine. Početkom 21. stoljeća počela je i restauracija i prenamjena nekih područja kompleksa, poput dvorišta Džilauhana koji će služiti kao centar za turiste.

## Turizam
Taj Mahal smatra se najprepoznatljivijim arhitektonskim simbolom Indije kojeg tamošnje stanovištvo zove Srcem Indije, a u svijetu je osim po ljepoti poznat i po romantičnoj priči o ljubavnom spomeniku. Privlači od dva do četiri milijuna turista godišnje, od čega je 200.000 inozemnih. Većina turista dolazi u hladnijim mjesecima poput listopada, studenog i veljače. Zbog zagađenja postoje ograničenja prometa u blizini kompleksa pa turisti moraju ili šetati od parkirnog mjesta do spomenika, ili se voziti električnim autobusom. Sjeverno dvorište ili havaspuras se trenutno obnavlja u svrhu novog centra za posjetitelje. Gradić poznat kao Taj Ganji ili Mumtazabad nalazi se na jugu kompleksa i služi kao tržnica za radnike i posjetitelje. Velik broj svjetskih turističkih agencija imaju u aranžmanu posjet Taj Mahalu, koji je nedavno proglašen jednim od Sedam novih svjetskih čuda na internetskoj anketi u kojoj je glasovalo više od 100 milijuna ljudi.
Spomenici su otvoreni za posjetitelje od 6 sati ujutro do 7 navečer, osim petka kada je kompleks otvoren za vjernike džamije između podne i 2 sata popodne. Također, kompleks se otvara i po noći na dan punog mjeseca te 2 dana ranije i kasnije, izuzevši petak i mjesec Ramazana. Zbog sigurnosnih razloga, samo pet predmeta (prozirne boce s vodom, male kamere, mobiteli i ženska kozmetika) dozvoljeno je unositi unutar Taj Mahala.

## Legende i mitovi

### Crni Taj
Jedna od najpoznatijih legendi glasi kako je Džahan-šah planirao izgraditi vlastiti mauzolej od crnog mramora simetričan Taj Mahalu s druge strane obale rijeke Jamune, i povezati ih sa srebrnim mostom. Ova priča proizlazi iz zabilješki Jean-Baptiste Taverniera, europskog putnika koji je posjetio Agru 1665. godine. Spominje se kako je Džahan-šaha s trona svrgnuo njegov sin Aurangzeb prije nego što je gradnja započeta. Ostaci crnog mramora preko rijeke Jamuna u Vrtu mjesečine mogle bi biti dokaz ovoj teoriji. Ipak, iskapanja tokom 1990-ih godina otkrila su kako je ipak riječ o bijelom kamenu koji je vremenom promijenio boju u crno. Pouzdaniji izvor o planu izgradnje crnog mauzoleja demonstrirana je 2006. godine koji su rekonstruirali bazen iz Vrta mjesečine. Tamna rekfleksija bijelog mauzoleja je bila očita, što potvrđuje Džahan-šahovu opsesiju simetrijom i korištenje efekta zrcaljenja.

### Sakaćenje radnika
Poznati mit govori da je Džahan-šah poslije izgradnje Taj mahala dao odsjeći glave ili ruke radnicima odnosno palce arhitektima kako ne bi mogli ponovno sagraditi nešto toliko veličanstveno. Ipak, s obzirom na vladarev karakter i na to da postoje slične europske legende o ruskom caru Ivanu Groznom prilikom gradnje Katedrale sv. Vasilija Blaženoga, legenda je malo vjerojatna. Pouzdano se zna da su graditelji Džahan-šaha nakon Taj Mahala gradili i džamiju Jama Masjid u Delhiju što ne ide u prilog priči, kao i podatak da su graditelji potpisali ugovor s vladarom prema kojem su se obavezali kako neće izgraditi ništa u sličnom stilu.

### Talijanski arhitekt
Kao odgovor na pitanje Tko je projektirao Taj Mahal? na Zapadu je stvoren mit o talijanskom arhitektu, jer je renesansna Italija iz 17. stoljeća bila sinonim za središte umjetnosti. Teoriju je postavio otac Don Manrique, misionar iz augustinskog reda, koji je Talijana po imenu Geronimo Veroneo proglasio arhitektom Taja zato što je navedeni u doba gradnje boravio u Indiji. Teorija je vrlo labava s obzirom na to da Veroneo nije bio arhitekt već tvorac i prodavač nakita, da ga raniji europski izvori uopće ne spominju, i da umjetnik sa Zapada uopće može isprojektirati nešto u stilu druge kulture s kojom ranije nije bio upoznat.

### Asimetrični grob Džahan-šaha
Postoji priča kako je Aurangzeb, sin Džahan-šaha, zatvorio oca u zatvor na 8 godina iz kojeg je imao pogled na Taj Mahal i kako ga je nakon smrti pohranio do Mumtaz Mahal s ciljem da naruši simetriju grobnice kojom je njegov otac bio opsjednut.

### Britansko rušenje Taj Mahala
Iako nema konkretnih dokaza, spominje se kako je britanski lord William Bentinck planirao rušenje Taj Mahala zbog davanja bijelog mramora na aukciju. Njegov biografist John Rosselli tvrdi kako je ta priča proizašla iz činjenice kako se Bentinck bogatio na prodaji mramora skinutog s utvrde Agre.

### Hram Šive
Indijski pseudopovjesničar i revizionist P. N. Oak tvrdi kako je Taj Mahal prvotno služio kao hinduistički hram boga Šive, odnosno kako je Džahan-šah samo prenamijenio funkciju zgrade. Svi povjesničari odbacili su njegov stav kao neutemeljen s obzirom na povijesne činjenice, a vrhovni sud Indije odbio je Oakovu peticiju kojom je tražio da se Taj proglasi spomenikom hindu kulture.

### Krađa Taja
Iako se pouzdano zna kako su Britanci oteli zlatni vršak i drago kamenje kojima su zidovi mauzoleja bili optočeni, postoje mitovi kako je iz Taj Mahala ukradeno mnogo više ukrasa nego što se procijenjuje. Priča navodi kako je cijela kupola bila pokrivena zlatom, kenotafi pozlaćeni i ukrašeni dijamantima, vrata mauzoleja bila načinjena od klesanog jaspisa, a prostor unutar prepun bogatih sagova, itd.

## Galerija
- mauzolej Taj Mahal
- pogled na mauzolej s rijeke
- sarkofazi
- portal (ivan)
- krasopis
- cvjetni ukrasi
- velika vrata
- minaret

## Vanjske poveznice
- (engl.) Arhitektonski pregled Indije
- (engl.) Vlada Indije - Opis  Arhivirana inačica izvorne stranice od 28. siječnja 2010. (Wayback Machine)
- (engl.) Citizendium (članak)
- (engl.) Taj Mahal na listi UNESCO-a
- (engl.) Projekt Vrta mjesečine

### Ostali projekti
|  | Zajednički poslužitelj ima stranicu o temi Taj Mahal |